# Die kluge kleine Henne
Die kluge kleine Henne (Originaltitel: The Wise Little Hen, Alternativtitel: Der kluge kleine Gockel) ist ein US-amerikanischer Zeichentrickfilm von 1934 aus der Walt-Disney-Produktion, der auf dem Märchen The Little Red Hen (Die kleine rote Henne) basiert.
Der Film aus der Silly-Symphonies-Reihe ist durchgängig als Lied vertont. Er enthält den ersten Auftritt von Donald Duck, der in diesem Film noch auf einem Boot lebt und daher den typischen Matrosenanzug trägt, den er bis heute beibehalten hat. Der Film wurde am 9. Juni 1934 erstmals aufgeführt, daher gilt dieses Datum offiziell als „Geburtsdatum“ von Donald Duck.

## Der Film

Donald Duck hatte in Die kluge kleine Henne seinen ersten Auftritt

### Handlung
Die kluge kleine Henne will Mais anpflanzen und bittet deshalb das Schwein Peter Pig und die Ente Donald Duck um Mithilfe. Diese behaupten jedoch, sie hätten Bauchschmerzen, um sich vor der Arbeit zu drücken. Die Henne sät daher den Mais mit ihren Küken selber. Nachdem der Mais gewachsen ist und geerntet werden soll, bittet die Henne Peter und Donald erneut um Mithilfe, doch wieder reden diese sich heraus. Nachdem die Henne den Mais geerntet und zu leckeren Speisen verarbeitet hat, fragt sie Peter und Donald, ob sie ihr denn beim Essen helfen wollen. Beide beenden sofort die dramatische Zurschaustellung ihrer Bauchschmerzen und nehmen erwartungsfroh von der Henne eine zugedeckte Schüssel entgegen. In der befindet sich statt der erhofften Speisen jedoch nur eine Flasche Rizinusöl.

### Weitere Verfilmung
Der ehemalige Disney-Mitarbeiter Ub Iwerks produzierte in seinem Studio im selben Jahr ebenfalls eine Trickfilmfassung dieses Märchens unter dem Titel The Little Red Hen.

### Aufführung in Deutschland
In Deutschland wurde der Film erstmals 1935 aufgeführt, am 26. Februar 1935 wurde er von der Filmprüfstelle Berlin genehmigt. Wenige Monate später stoppte Disney den Export weiterer Filme in das Deutsche Reich, sodass dies der einzige bis Kriegsende in Deutschland gezeigte Donald-Duck-Trickfilm blieb.
1991 wurde der Film auf Video veröffentlicht, wobei der Titel fehlerhaft in Der kluge kleine Gockel übersetzt wurde. 2004 erschien der Film auf den DVDs Walt Disney Kostbarkeiten: Lustige Welt der Melodien und Walt Disney Kostbarkeiten: Donald im Wandel der Zeit mit korrekt übersetztem Titel Die kluge kleine Henne.

## Trivia
Der im Film vorkommende Idle Hour Club von Donald und Peter Pig begegnen in Geschichten wie Club der Müßiggänger in LTB 412 oder Ausgeschlafene Retter in LTB 423 als Club der  Müßiggänger wieder. Das Lied Help Me Plant My Corn war eine der ersten Arbeiten von Liedtexter Larry Morey.